# George Canning
George Canning (11 de abril de 1770 - 8 de agosto de 1827) foi um político britânico, que serviu como secretário de estado dos negócios estrangeiros e, brevemente, como primeiro ministro do Reino Unido.

## Início da vida
Filho de comerciantes de vinho falidos, foi criado pelos tios, demonstrando precoce inteligência. Na escola, Canning salientou-se na escrita e no debate.

## Início da carreira política
Era um whig, entretanto, considerado conservador dentro do partido, principalmente por sua posições a respeito da Revolução Francesa, foi cooptado pelo grupo dos tories. Foi patrocinado por William Pitt, o Novo. Em 1793, com a ajuda de Pitt, Canning tornou-se um membro do parlamento por Newtown na Ilha de Wight.

## Primeiros cargos no governo
Em 2 de novembro de 1795, recebeu seu primeiro cargo ministerial: Sub-secretário de Estado para Assuntos Estrangeiros, apoiando Pitt. Renunciou em 1 de abril de 1799. Em 1799, foi comissário do Conselho de Controle e após Paymaster of the Forces em 1800. Apoiou Pitt após a renúncia em 1801. Quando Pitt regressou, tornou-se Tesoureiro da Marinha.
Com a morte de Pitt, deixou o cargo, mas foi indicado como Secretário para Assuntos Estrangeiros no novo governo, o do Duque de Portland, no ano seguinte. Recebeu missões importantes nas Guerras Napoleônicas.

## O duelo com lorde Castlereagh
En 1809, Canning entrou em uma série de disputas que o deixaram famoso. Arguiu o Secretário de Estado para Guerras e Colônias, lorde Castlereagh, sobre as tropas que Canning havia prometido enviar a Portugal, mas Castlereagh havia enviado aos Países Baixos. O governo permaneceu paralisado com esta disputa entre os dois. Portland, que ficara doente, prometeu secretamente a Canning, a seu pedido, a substituição de lorde Castlereagh por lorde Wellesley, logo que fosse possível. Castlereagh descobriu a combinação em setembro de 1809. Furioso, desafiou Canning para um duelo, que foi aceito. A disputa ocorreu em 21 de setembro de 1809 e Canning, que nunca havia disparado um tiro de pistola, foi atingido na coxa e perdeu. Portland renunciou como primeiro-ministro e Canning se ofereceu ao rei Jorge III. O rei indicou Spencer Perceval. O consolo de Canning foi a não indicação de Castlereagh.

## Outros cargos
Com o assassinato de Perceval em 1812, o novo primeiro-ministro, lorde Liverpool, ofereceu a Canning o posto de Secretário para Assuntos Estrangeiros mais uma vez. Canning recusou, pois desejava ser líder da Câmara dos Comuns e relutava em participar do governo junto com Castlereagh.
Em 1814, tornou-se embaixador britânico em Portugal, retornando ao Reino Unido da Grã-Bretanha e Irlanda um ano após. Em 1816, aceitou ser Presidente do Conselho de Controle.
Em 1822, Castlereagh, então marquês Londonderry, cometeu suicídio. Canning sucedeu-o nos cargos de Secretário para Assuntos Estrangeiros e Líder da Câmara dos Comuns. Neste período, ele preveniu a América do Sul para ficar fora da esfera de influência francesa sendo nisto bem sucedido. Ele também apoiou a crescente campanha de abolição da escravatura. A despeito de sua divergência pessoal com Castlereagh, ele continuou muitas de suas políticas, tais como a de que potências da Europa como Rússia e França) não poderiam mediar conflitos entre outros estados. Esta política fortaleceu a imagem na opinião pública de que Canning era um liberal.

## Primeiro-ministro
Com a saída do primeiro-ministro Lorde Liverpool em 1827, Canning foi escolhido para sucedê-lo , preferido em relação ao Duque de Wellington e a sir Robert Peel. Envolveu-se na questão de reformas parlamentares , às quais se opunha e os whigs as defendiam. Sua saúde declinou, vindo a falecer.
O período que Canning permaneceu como primeiro-ministro foi o mais curto até 2022 com Liz Truss: 119 dias.
Foi sucedido pelo visconde Goderich.